# Козлов, Александр Леонтьевич
Александр Леонтьевич Козлов — советский государственный и хозяйственный   деятель.

## Биография
Родился в 19.05.1906 году в деревне Фошной. Член ВКП(б) с 1932 года. Учился в СибАке.
С 1928 года — на хозяйственной, общественной и политической работе. В 1928—1959 гг. — секретарь сельского Совета, лесной инженер, начальник лесоустройства, директор Красно-Вишерского лесопромышленного хозяйства, главный инженер, управляющий трестом «Уралзападлес», репрессирован, освобожден, управляющий трестом «Комипермьлес», начальник Главного управления лесной промышленности Западной Сибири, начальник Производственно-технического управления Министерства лесной промышленности СССР, заместитель министра лесной промышленности СССР, начальник Главного управления лесной промышленности Западной Сибири, председатель СНХ Тюменского экономического административного района.
Был репрессирован в 1937, позже оправдан.
Избирался депутатом Верховного Совета РСФСР 5-го созыва.
Умер в 1991 году.